# 伊温克拉德埃纳雷斯
伊温克拉德埃纳雷斯，是西班牙卡斯蒂利亚-拉曼恰瓜达拉哈拉省的一个市镇。总面积31平方公里，总人口2069人（2001年），人口密度67人/平方公里。